# Roger Capron
Pour les articles homonymes, voir Capron.
Roger Capron, né à Vincennes le 4 septembre 1922 et mort à Cannes le 8 novembre 2006, est un céramiste français.

## Biographie

### Les débuts
D'abord intéressé par le dessin, Roger Capron est élève de l'École des Arts Appliqués de la rue Dupetit-Thouars à Paris de 1938 à 1943, avant d'y enseigner le dessin à partir de 1945. 
La découverte de la céramique le pousse à changer de support : le 6 février 1946 il s'installe à Vallauris, où il crée un atelier de céramique, Callis. Ce faisant, il s'associe avec Robert Picault puis Jean Derval en 1948, participant ainsi à la renaissance de la céramique à Vallauris où il met en œuvre la devise de son maître, René Gabriel, « faire du beau à la portée de tous ».

### L'aventure industrielle
En 1952 Capron rachète une poterie désaffectée de Vallauris (ancienne fabrique de poteries culinaires du Font des Horts) et y réalise, avec sept ouvriers, des objets destinés aux boutiques de cadeaux ainsi que des panneaux décoratifs (à partir de 1955 il commence la production de carreaux de faïence et de tables). 

Toujours en 1955, Capron épouse Jacqueline Hubin, dite « Jacotte », qui devient sa collaboratrice.
Ses créations sont reconnues et récompensées : médaille d'or à la Xe Triennale de Milan en 1954, médaille d'argent à l'exposition internationale de Cannes en 1955 (la ville lui passe commande pour 1956 d'un bandeau céramique de 150 m2 pour la gare maritime), médaille d'or à Bruxelles en 1959. Il côtoie dès 1950, à Vallauris, Pablo Picasso qui n'hésite d'ailleurs pas à le soutenir au moment de la polémique sur la fresque de la gare maritime de Cannes.
À partir de 1962 débute une collaboration entre Capron et Jean-Michel Carré. Ils exposent côte à côte à Bâtimat en 1963. 

L'architecte Philippe Sicardon, beau-frère de Carré, confie à Capron la réalisation de décorations céramiques qui ornent l'hôtel Byblos à Saint-Tropez (inauguré en 1967). Cela l'oblige à s'intéresser à une nouvelle matière, le grès grand feu, apte à résister notamment aux sollicitations de la piste de danse. Ce chantier aura aussi des conséquences sur l'entreprise. 

1968 voit une nouvelle collaboration entre Capron et Derval. 

En 1969 sa fille Frédérique, alors étudiante à l'Ecole Nationale des Arts Décoratifs de la rue Tondutti-de-l'Escarène, Nice, présente Cyril de La Patellière à son père avec lequel il collabore un temps.
Capron reçoit en 1970 le grand prix international de la céramique.

### La cession de l'entreprise
En 1980 sa manufacture emploie 120 personnes. Mais à la suite de la crise économique Roger Capron doit, en 1982, déposer le bilan : il est contraint de céder les modèles, les brevets, les procédés de fabrication ainsi que son nom (qui est sa marque). Son entreprise est rachetée par la société des établissements Carré à Paris. Cette dernière poursuit quelques-unes de ses fabrications jusqu'à aujourd'hui, dont les séries étiquettes de vins, les Buda, les grès des Garrigues. 

Parallèlement, les Ets Carré créent un atelier de productions spéciales, Capron-Caraube, au Fournas, afin d'accueillir les créations de Roger Capron, atelier dirigé par son épouse Jacotte. Cet atelier ferme en 1991.
En 1984 débute une nouvelle collaboration entre Capron et Marazzi-Sassuolo, qui doit s'arrêter du fait de l'exclusivité des droits obtenue par les Ets Carré.
Roger Capron poursuit toutefois ses travaux dans son atelier de Vallauris en compagnie d'une apprentie, Clémence Dancoisne, dite « Clem », qui exploite maintenant un atelier à La Londe-les-Maures.

### Les pièces uniques
Vers 1990, Roger Capron aborde un travail totalement nouveau avec des pièces uniques, proches de la sculpture. Aidé de son épouse Jacotte et de Jean-Paul Bonnet, le collaborateur de toujours, il ouvre un petit atelier à Vallauris et crée des pièces cuites (technique de la terre enfumée) à destination des galeries du monde entier.
Dans les années 2000 Capron se consacre à la sculpture en ronde-bosse, toujours en collaboration avec son épouse et avec Jean-Paul Bonnet. Il expose dans les galeries Brocéliande et Neotu à Paris, Hammer et Gueridon à New York, Züblin-Haus à Stuttgart, Schachen et Horizon en Suisse, etc..
En 2003 se tient une grande exposition rétrospective, « Les Capron », au Musée national de céramique de Sèvres. 

Roger Capron décède trois ans plus tard, laissant derrière lui une œuvre considérable, reconnue dans le monde entier.

### Premières expositions et ventes publiques
À l’orée des années 1980, les collectionneurs et marchands d’art, Alan Grizot et Pierre Staudenmeyer, s’appliquent a faire reconnaître l’œuvre de Roger Capron. 
Lors de la vente de sa collection « Le Regard d’Alan » en octobre 1991, Alan Grizot présente deux pièces. Dès 1983, il montre les œuvres de Roger Capron dans ses galeries parisiennes. C’est au cours de ses ventes « Archéologie du XXe siècle » en 1999/2000, en collaboration avec le commissaire priseur Pierre Cornette de Saint Cyr, que sont inclus pour la première fois en vente publique des vases du céramiste.
Ces œuvres sont depuis régulièrement exposées par les marchands précurseurs aux puces de Saint-Ouen, temple du design, et enfin reconnues.

## Principales réalisations
- 1959-1960 : La façade est de la gare maritime de Cannes
- Façade d'un magasin de fleurs, Nice, Quartier Saint-Sylvestre
- 1968 : Décors pour la Promenade du Larvotto à Monaco.